# 列肆二
蛇夫座λ，中文星官名列肆二，是一个位于蛇夫座的联星系统。
蛇夫座λ的恒星光谱分型为A1V+A型，视星等3.82，距离地球166光年。
蛇夫座λ在中国星官系统中属于天市垣列肆，指的是“宝玉或珍珠贵物品市场”，它是列肆第二星，因此称为列肆二。它的西方名字为Marfik或Marsik。